# Spiraea elegans
Spiraea elegans är en rosväxtart som beskrevs av Antonina Ivanovna Pojarkova. Spiraea elegans ingår i släktet spireor, och familjen rosväxter. Inga underarter finns listade i Catalogue of Life.